# Susanna Clarke
Susanna Clarke (n. 1 noiembrie 1959, Nottingham, Anglia, Regatul Unit) este o scriitoare britanică, autoarea bestsellerului științifico-fantastic Jonathan Strange & Mr Norrell.

## Vezi și
- 1959 în științifico-fantastic#Nașteri